# کیارستمی و عصای گمشده
کیارستمی و عصای گمشده (به انگلیسی: Kiarostami and His Missing Cane) فیلمی مستند از محمودرضا ثانی است. این مستند روایتی از نوع نگاه عباس کیارستمی به زندگی و سینما است که محمود ثانی در مدت چهار سال و زمانی که کیارستمی ورک‌شاپ و کارگاه‌های آموزشی سینمایی در اسپانیا و کلمبیا برگزار می‌کرد، تلاش کرده بینش یک مؤلف، دیدگاه و جهان‌بینی این فیلمساز را به تصویر بکشد. این مستند ۲۴ شهریور ۱۳۹۹ در گروه سینمایی هنر و تجربه اکران شد. کیارستمی و عصای گمشده در هفتمین جشنواره بین‌المللی مستند ایراپترا یونان به نمایش درآمد و جایزه بهترین فیلم مستند را دریافت کرد.